# Pitzling (Pemfling)

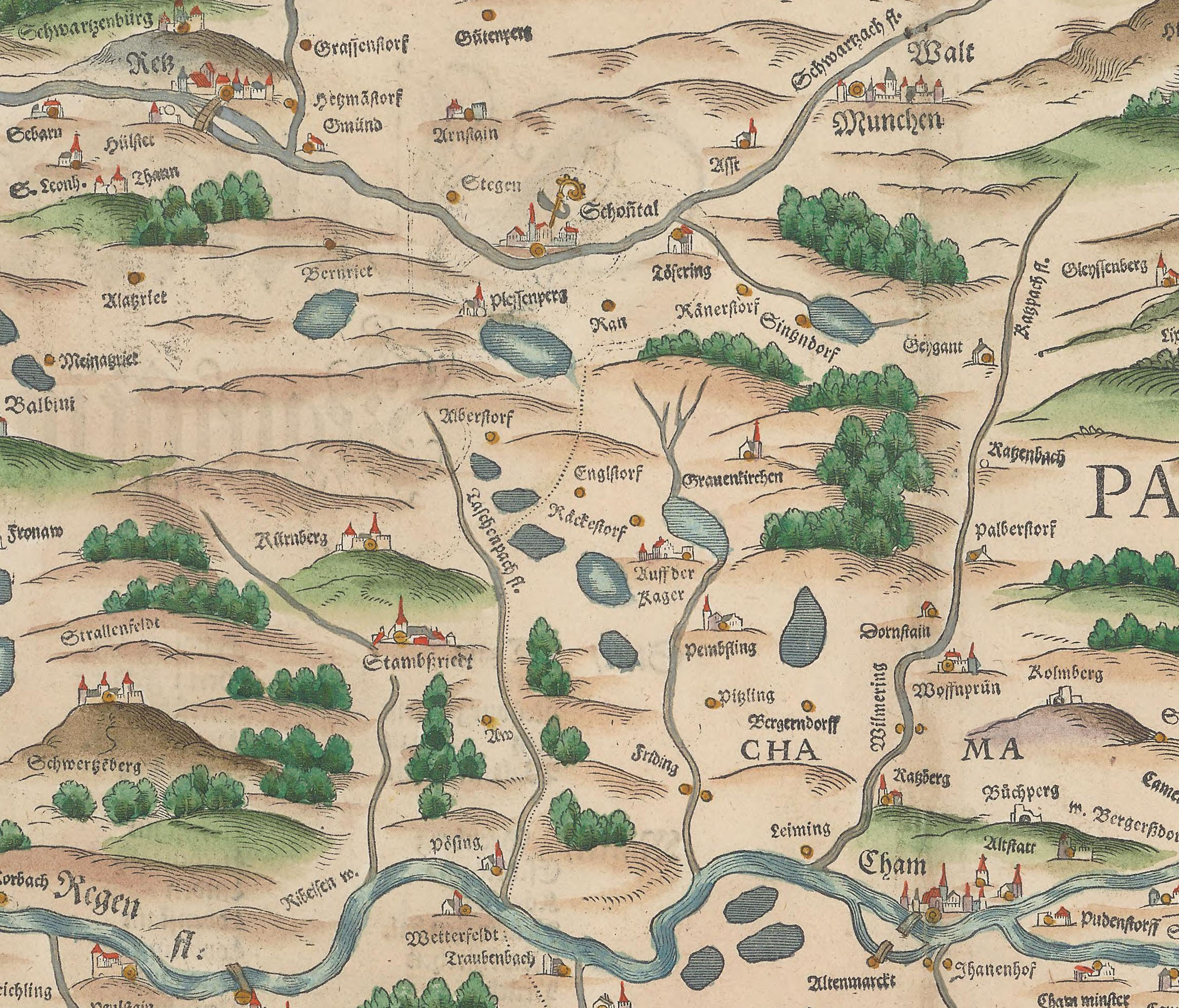
Pitzling auf der Apian-Karte von 1568

Pitzling ist ein Gemeindeteil der Gemeinde Pemfling im Oberpfälzer Landkreis Cham.

## Geschichte

### Dorfgeschichte
Aus einer Schenkungsurkunde vom 17. Juli 1135, welche von Markgraf Diepold von Vohburg ausgestellt wurde, geht hervor, dass Pitzling zusammen mit den Ortschaften Altenmarkt, Wiltmaring und Wald an das Kloster Reichenbach abgetreten worden ist. Dies ist darauf zurückzuführen, dass Diepold von Vohburg das Kloster selbst gegründet hat und für die Grundversorgung der dort lebenden Mönche sorgte.
Nach dem Tod Ludwigs des Bayern 1347 wurde Pitzling als Teil der Grafschaft Cham den Wittelsbachern als Pfand gegeben und gehörte fast 300 Jahre lang der „Oberen Pfalz“ an. Die Einwohner waren dadurch auch gezwungen, den protestantischen Glauben der Landesherren anzunehmen. Im Jahre 1625 wurde aufgrund der Rückkehr zum Königreich Bayern ein Glaubenswechsel der Bevölkerung zum katholischen Glauben erzwungen.
Da Pitzling als kleines Dorf unbedeutend war, teilte es während Kriegs- aber auch Blütezeiten das Schicksal der umliegenden Städte und Dörfer. Besonders hart jedoch traf es Pitzling im Dreißigjährigen Krieg, weil (nachdem Regensburg von den Schweden erobert worden war) im November 1633 eine Abteilung unter Oberst Taupadell die Stadt Cham in ihren Besitz nahm und die Umgegend ausplündern ließ.
Auch von der Pest und anderen Krankheitswellen blieb das Dorf nicht verschont, sodass einige der Höfe leerstanden. Im Jahre 1750 war Pitzling daher auch nur um drei Anwesen gewachsen, nämlich von ursprünglichen 20 auf 23. 1795 wurden brachliegende Felder und Wälder im Dorfgebiet auf die Bauern in Pitzling verteilt, um zumindest hier die Ordnung wiederherzustellen.
Um 1809 wurde in der Kreisstadt Cham über eine Aufteilung der Dörfer im Landkreis beratschlagt. Nach längeren Diskussionen wurde am 24. Dezember 1828 die Gemeinde Pitzling mit den Ortschaften Großbergerdorf und Frieding gegründet. Die Gemeinde zählte zum Steuerdistrikt Loibling und wurde daher als „Steuergemeinde“ bezeichnet. Die Steuerverhältnisse sind bis heute in einem Liquidationsprotokoll von 1842 erhalten geblieben und bestätigt auch den Bestand von 25 Höfen. Insgesamt hatte die Gemeinde Pitzling eine Fläche von 3063 Tagwerk (≈ 1041 ha), welche auf 60 Besitzer aufgeteilt war.
1848 wurden in ganz Bayern aufgrund der neuen Verfassung die Hofmarken, die seit dem 14. Jahrhundert Bestand hatten, aufgelöst und auch in Pitzling gab es nunmehr freie Bauern.
Nach der Abdankung von König Ludwig I. plünderten die Bauern aus Pitzling und Umgebung die Güter des Schloßhofs, einer Hofmark zur damaligen Zeit.
Während der Weltkriege kehrten insgesamt 24 Männer nicht mehr nach Hause zurück. Zum Gedenken an die Opfer der Kriege wurde 1920 ein Denkmal für 4000 Reichsmark errichtet, welches aufgrund des Zweiten Weltkrieges im Jahre 1946 mit neuem Text versehen worden ist. Nach dem Ersten Weltkrieg wurde eine Telefonanlage im Dorf installiert, die 10 Jahre später zusammen mit dem Stromnetz auf das ganze Dorf erweitert wurde.
Am 1. Januar 1972 wurde Pitzling in die nun wieder eigenständige Gemeinde Pemfling eingegliedert. Aufgrund der steigenden Einwohnerzahl wurde ein neues Siedlungsgebiet in Richtung Pemfling eingerichtet und 1982 wurden die Straßen und Hausnummern in Pitzling zugeteilt und neu geordnet.

### Geschichte der Einwohner
Ein Adelsgeschlecht konnte in Pitzling nie nachgewiesen werden, obwohl in einer Urkunde vom 15. Juni 1396 ein gewisser „Cunrad der Groze zu Putzling“ benannt wird.
Allerdings konnte in mehreren Protokollen das Bauerngeschlecht der Familie Lausser gefunden werden, welches im 15. und 16. Jahrhundert mehrere der Höfe in Pitzling in Besitz hatte. Einige der Nachfahren dieser Familie leben noch heute in Pitzling und haben auch noch dieselben Grundstücke inne wie vor 500 Jahren. Der früheste Nachweis fand sich in einem Aufteilungsprotokoll von 1520, ein endgültiger Beweis für den Bestand der Familie konnte erst durch eine Urkunde aus dem Jahre 1589 erbracht werden.

### Ortsnamen im Wandel der Zeit
| Jahr | Name        |
| ---- | ----------- |
| 1135 | Putzling    |
| 1240 | Puzhelingen |
| 1642 | Pützling    |

Die wiederholte Änderung der Ortsnamen in Urkunden ist zum einen auf die immer unterschiedliche Schreibweise im Mittelalter und zum anderen auf die unterschiedliche Aussprache des Ortsnamens zurückzuführen. Der eigentliche Ortsname setzt sich zusammen aus den Wörtern „Buzili“ oder „Buzelin“, was mit großer Wahrscheinlichkeit der Name des Sippenältesten war und aus der Endungssilbe „ng“, welche auf einen Ort hinweist. Das Dorf wurde also nach einem der Sippenältesten, die vor 1135 in Pitzling lebten, benannt.

## Besonderheiten des Ortes

### Feldkapelle
Am 16. Februar 1846 stellte die Dorfgemeinschaft in Pitzling den Antrag zum Bau einer Kapelle beim königlichen Landgericht Cham. Da keine Einwände vom bischöflichen Ordinariat vorhanden waren und auch das königliche Innenministerium am 26. Mai 1846 die Zusage zum Bau der Kapelle gab, wurde schließlich am 17. Juni 1847 mit der Arbeit an der Kapelle begonnen. Allerdings gab es während des Baus Probleme, da bereits 10 Tage nach Baubeginn die Ausführung der Kapelle zu weit von den Plänen abwich. Der Bau wurde daher 1848 schließlich bis auf weiteres eingestellt. Ein Jahr später gelang es dem Landgericht Cham einen neuen Plan, gemäß der bereits gebauten Elemente, durchzusetzen. Der Bau konnte nun fertiggestellt werden, und im Jahre 1851 wurde die Feldkapelle zu Pitzling geweiht.
Am 19. August 1892 brach ein großer Brand in einem der Anwesen nahe der Kapelle aus. Der Funkenflug sorgte dafür, dass die Kapelle bis auf die Grundmauern niederbrannte. Zwei Jahre später wurde eine neue Kapelle gebaut und 1895 erneut eingeweiht. Der Deckenanstrich über dem Altar war im neuromantischen Stil ausgemalt worden und verfiel aber zusehends aufgrund des feuchten Mauerwerkes. Die Kapelle konnte 1978 für 63381 DM renoviert werden und die Bemalung sowie Isolierung und Dachstrukturen wurden komplett erneuert.

### Das Schwedenkreuz
Wie auch in vielen anderen Dörfern gibt es auch in Pitzling zahlreiche Wegkreuze und kleine Denkmäler. Eines dieser Denkmäler ist das „Schwedenkreuz“. Es ist ein etwa 105 cm hohes und 51 cm breites verwittertes Steinkreuz ohne Inschrift. Ob es sich dabei um ein Sühnekreuz, also eine Wiedergutmachung für eine begangene Straftat, oder ein Kennzeichen für ein Massengrab aus dem Dreißigjährigen Krieg handelt, ist unbekannt, obwohl das Steinkreuz wohl aus dieser Zeit stammt.

### Auengebiet
Im Nordwesten des Dorfes befindet sich ein von Feldern umgebenes Waldgebiet mit 26 kleinen Seen. Das Gebiet wird von der Dorfbevölkerung zur Forst- und Fischereiwirtschaft und auch zu landwirtschaftlichen Zwecken genutzt. Ein teilweise asphaltierter Weg führt durch das Wasserschutzgebiet. Es beinhaltet auch einen kleinen Bach, der seinen Ursprung in einem See in der Nähe von Pemfling hat. Die Gegend wird von den Einheimischen auch "Viecht"(bayr.: [ʼfe̯ɪçt]) genannt. Dieser Name taucht zum ersten Mal in einem Vermarchungsprotokoll von 1795 auf, als eine Waldlandschaft im Viecht neu zugeteilt wurde. Der Name könnte auf ehemalige Tierweiden in diesem Gebiet hinweisen, was bedeutet, dass der Name wahrscheinlich schon vor 1795 benutzt wurde, da an dieser Stelle schon lange keine Viehzucht mehr betrieben wird.